# إيان هاكينج
إيان ماكدوغال هاكينج (18 فبراير 1936 - 10 مايو 2023) كان فيلسوفًا كنديًا متخصصًا في فلسفة العلوم. طوال حياته المهنية، فاز بالعديد من الجوائز، مثل جائزة كيلام للعلوم الإنسانية وجائزة بلزان، وكان عضوًا في العديد من المجموعات المرموقة، بما في ذلك وسام كندا والجمعية الملكية الكندية والأكاديمية البريطانية.